# Man (géorgien)
Cette page contient des caractères spéciaux ou non latins. S’ils s’affichent mal (▯, ?, etc.), consultez la page d’aide Unicode.
Pour les articles homonymes, voir Man.
Man, (მან, [man], en géorgien) est la 12e lettre de l'alphabet géorgien.

## Linguistique
Man est utilisé pour représenter le son [m].
Dans la norme ISO 9984, la lettre est translittérée par « m ».

## Représentation informatique
- Unicode[1] :
  - Asomtavruli Ⴋ : U+10AB
  - Mkhedruli et nuskhuri მ : U+10DB